# Avit de Rouen
Pour les articles homonymes, voir Saint Avit.
Avit de Rouen († 325), ou Avitien ou Avidien, (Avitianus ou Avitanus en latin), évêque de Rouen. Fête le 2 décembre.

## Biographie
Troisième évêque des listes épiscopales rouennaises, ses deux prédécesseurs ne sont connus que sous forme de légende. Il est le premier évêque attesté historiquement par sa présence, avec Materne II, évêque de Cologne, au premier concile des Gaules à Arles en 314,. Il succède à Mellon et s'installe à Rouen dès 314. 
Les Acta archiepiscoporum Rotomagensium disent de lui que « ce bienheureux pontife était un esprit honnête, irréprochable dans ses manières, et attentif au salut des âmes dont il avait la charge ».
Il reposerait dans la crypte de l'église Saint-Gervais de Rouen.
Il est fêté le 2 décembre.